# Klasztor Muri
Klasztor Muri – klasztor benedyktynów w szwajcarskim kantonie Aargau, założone w 1027 roku pod wezwaniem św. Marcina z Tours.
Przez ponad osiem wieków działał w ˞˞Muri, w kantonie Aargau, niedaleko Zurychu, w Szwajcarii. Obecnie znajduje się w Południowym Tyrolu jako Muri-Gries, a w przeszłości było częścią monarchii austro-węgierskiej.
Założycielami klasztoru byli Radbot Habsburg i jego żona Ida Lotaryńska. Kolonia mnichów została ściągnięta z pobliskiego opactwa Einsiedeln pod przywództwem przeora Reginbolda (1032–1055). Kościół miał wówczas formę romańskiej trójnawowej bazyliki z płaskim dachem i dwiema wieżami, został konsekrowany w 1064 roku, przeor 1065 Reginbold został opatem.
Dzięki hojności założycieli opactwo dynamicznie się rozwijało. Zgromadziło posiadłości w ponad 40 sąsiednich wioskach, a także bogaty zbiór relikwii obejmujących kości ponad 100 świętych i męczenników, a także drzazgi z Prawdziwego Krzyża. Posiadał też bogatą bibliotekę.
Cześć tych zbiorów uległo zniszczeniu w następstwie pożarów i grabieży (m.in w 1531 roku). Zachowała się tzw. Acta Murensia, ważna kronika z 1160 r., w której zapisana jest genealogia założycielskiego rodu Habsburgów. 
Z pierwotnej romańskiej formy opactwa zachował się kościół z transeptem i kryptą. Budynek kościoła posiada bogatą dekorację freskową i witraże. Pozostałe budynki są w większości barokowe.
Klasztor był miejscem pochówku wielu członków dynastii habsburskiej i habsbursko-lotaryńskiej.